# Fabian Wendelin Bruskewitz

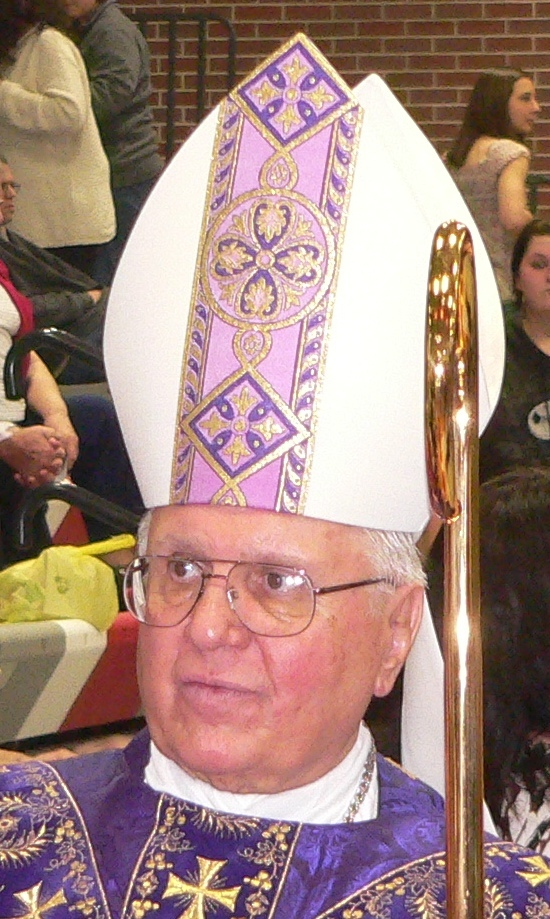
Fabian Bruskewitz

Wappen von Fabian Wendelin Bruskewitz

Fabian Wendelin Bruskewitz (* 6. September 1935 in Milwaukee, Wisconsin) ist ein US-amerikanischer Geistlicher der Römisch-Katholischen Kirche und emeritierter Bischof von Lincoln. 

## Leben
Der Rektor des Päpstlichen Nordamerika-Kollegs, Martin John O’Connor, weihte ihn am 8. Mai 1960 zum Diakon. Am 17. Juli 1960 wurde er durch Kardinalvikar Luigi Kardinal Traglia zum Priester des Erzbistums Milwaukee geweiht.
Papst Johannes Paul II. ernannte Bruskewitz am 24. März 1992 zum Bischof von Lincoln. Der Erzbischof von Omaha, Daniel Eugene Sheehan, spendete ihm am 13. Mai desselben Jahres die Bischofsweihe; Mitkonsekratoren waren Glennon Patrick Flavin, Altbischof von Lincoln, und Leo Joseph Brust, Weihbischof in Milwaukee.
Am 14. September 2012 nahm Papst Benedikt XVI. das von Fabian Wendelin Bruskewitz aus Altersgründen vorgebrachte Rücktrittsgesuch an.